# فومیمارو کونوئه
فومیمارو کونوئه (انگلیسی: Fumimaro Konoe; ۱۲ اکتبر ۱۸۹۱ – ۱۶ دسامبر ۱۹۴۵) سیاستمدار و نخست‌وزیر اهل امپراتوری ژاپن بود.
وی از سال ۱۹۳۷ تا ۱۹۳۹ و ۱۹۴۰ تا ۱۹۴۱ نخست‌وزیر کشور ژاپن بوده‌است. کونوئه که در سال ۱۹۴۵ در کابینه دولت شاهزاده ناروهیکو هیگاشیکونی خدمت میکرد پس از اشغال ژاپن توسط آمریکا به دلیل سوءظن برای دست داشتن در جنایت جنگی با پتاسیوم سیانید اقدام به خودکشی کرد و پس از ۱۳۰۰ سال حکومتی که جد بزرگش فوجیوارا نو کاماتاری تشکیل داده بود منقرض شد.

## نگارخانه

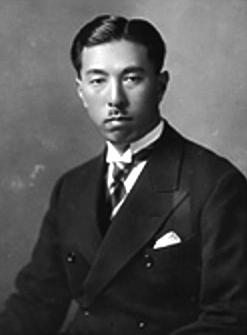
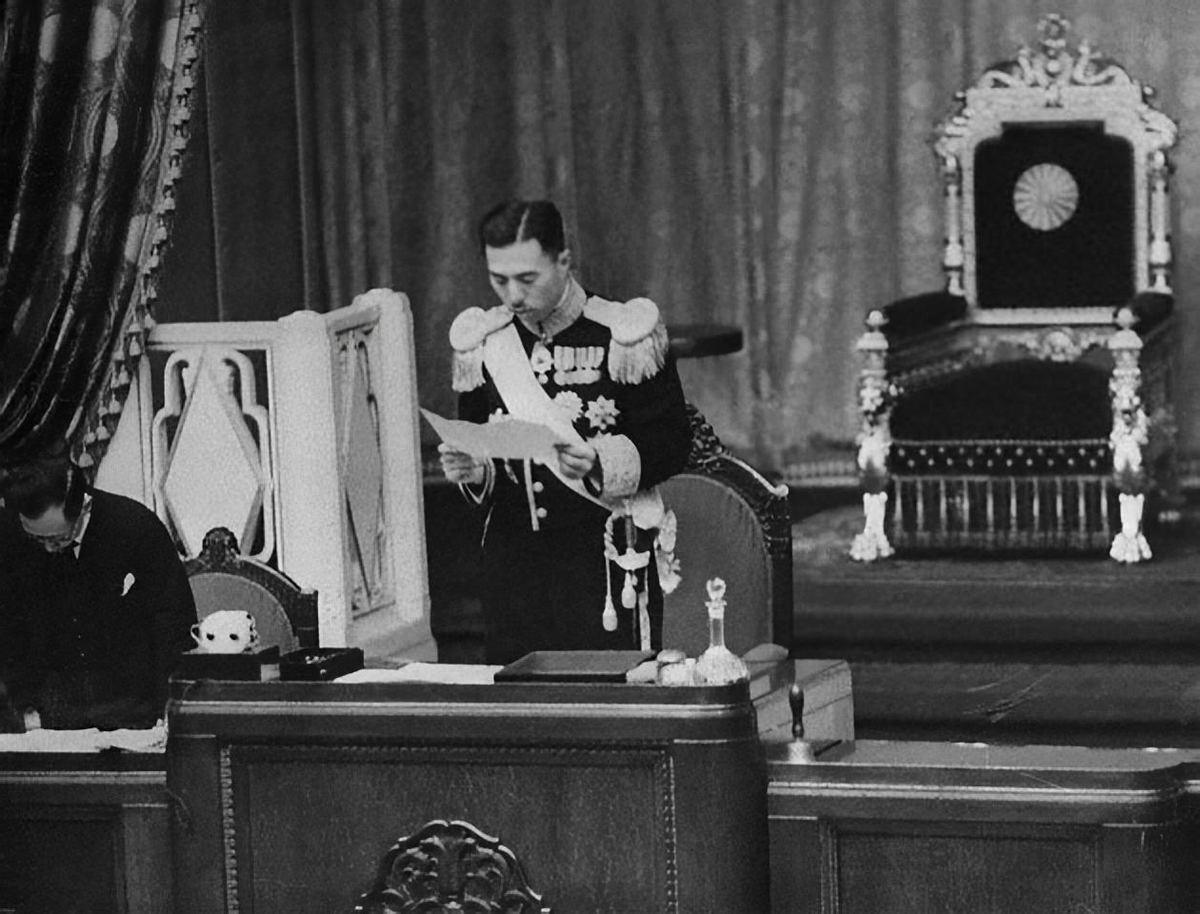
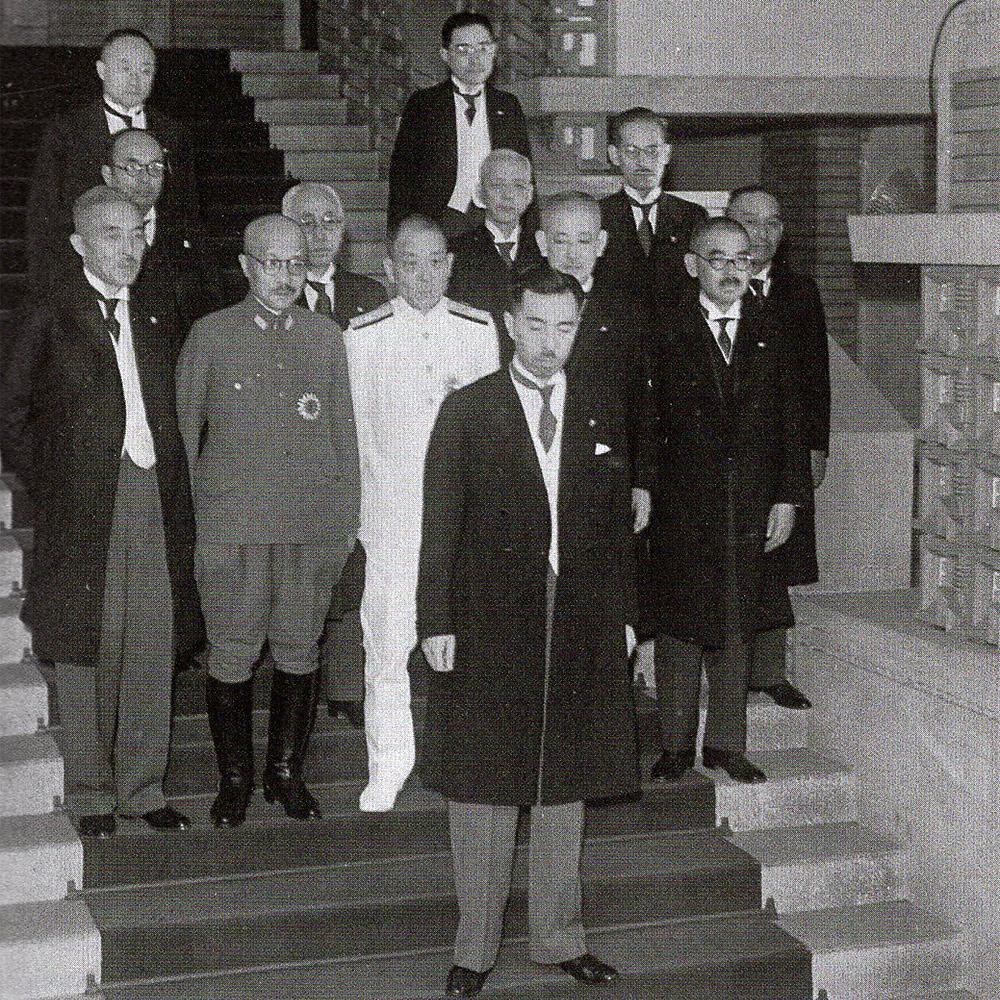